# Jean-Louis Lagadec
Jean-Louis Lagadec est un footballeur français né le 23 mai 1933 au Havre (Seine-Inférieure) et mort le 4 octobre 2012 à Chalon-sur-Saône (Saône-et-Loire).
Il jouait arrière gauche ou inter au Havre AC. 
Il a remporté la Coupe de France en 1959 avec le club normand alors que celui-ci évoluait en Division 2.

## Carrière de joueur
- 1956-1961 :  Le Havre AC
- 1963-1964 :  RC Paris
- 1965-1967 :  SC Bastia[3]

## Palmarès
- Vainqueur de la Coupe de France 1959 avec Le Havre AC
- Champion de France D2 en 1959 avec Le Havre AC